# Homecomings
Homecomings è il terzo album dei Not Moving, pubblicato dalla casa discografica Pick Up Records nel 1995.

## Tracce
1. God and You
2. Killer
3. The Man Who Rode Away
4. Sundance
5. Homecomings
6. Prison of Pain
7. Big Rain
8. Firesnake
9. Dance with Money
10. Hey Soldier
11. For a Friend